# Paratalanta
Paratalanta is een geslacht van vlinders uit de familie van de grasmotten (Crambidae) en de onderfamilie Pyraustinae.

## Soorten
- P. aureolalis Lederer, 1863
- P. aureotinctalis Kenrick, 1917
- P. cultralis (Staudinger, 1867)
- P. griseicinctalis Hampson, 1913
- P. homoculorum Bänziger, 1995
- P. hyalinalis Hübner, 1796 — Toortsmot
- P. pandalis Hübner, 1825 — Lichte golfbandmot
- P. stachialis Toll & Wojtusiak, 1957
- P. taiwanensis Yamanaka, 1972
- P. ussurialis Bremer, 1864